# Wei Sijia
Wei Sijia (Nanning, 3 de diciembre de 2003) es una tenista china.

## Carrera
Sijia tuvo su debut en el WTA Tour en el 250 de Nanchang 2023. En el torneo perdió en primera ronda contra Kimberly Birrell. En 2024 participó en el 250 de Hua Hin, donde perdió en primera ronda contra Gao Xinyu.
En 2024 debutó en torneos WTA 1000 en el 1000 de Pekín. En primera ronda derrotó a Elena-Gabriela Ruse, pero perdió en segunda ronda contra Beatriz Haddad Maia. Disputó el 250 de Cantón 2024, donde venció a Rebecca Šramková, pero perdió contra Wang Xiyu en segunda ronda.
En 2025 llegó a su primera final WTA en el 125 de Canberra. En primera ronda del torneo venció a Lizette Cabrera, en segunda ronda derrotó a Mananchaya Sawangkaew, en cuartos de final a Simona Waltert, en semifinales a Alexandra Eala y perdió en la final contra Aoi Ito.
Debutó en Grand Slam en el Australian Open 2025, donde perdió contra Jasmine Paolini en primera ronda.